# Bruce Devaux
Bruce Devaux (Francia, 14 de noviembre de 1996) es un jugador profesional francés de rugby que se desempeña en la posición de pilar izquierdo en Rugby Club Toulonnais, equipo perteneciente a la liga Top 14.

## Carrera
Devaux es un jugador de formación francesa (JIFF). En 2005 comenzó su carrera deportiva con el equipo Rugby Club Toulonnais, donde lleva jugando 19 temporadas.